# Theorie van middelbare reikwijdte
De theorie van middelbare reikwijdte of theorie met beperkte reikwijdte (middle range theory) is een theorie die geen allesomvattend verklaringsmodel biedt. Dit sociologische begrip werd ontwikkeld door Robert K. Merton. Een theorie van middelbare reikwijdte bestaat uit een beperkt aantal aannames van waaruit specifieke hypotheses afgeleid kunnen worden die vervolgens empirisch onderzocht kunnen worden. Deze hypotheses worden vervolgens ingepast in een breder netwerk van theorieën die voldoende abstractie moeten hebben om meerdere verschijnselen te kunnen verklaren.
Merton maakte daarmee onderscheid met de grand theories van Parsons. Waar Parsons de gehele sociale werkelijkheid wilde verklaren met zijn model, lag bij Merton de nadruk bij het empirisch toetsen van hypothesen. De begrippen in grand theories zouden de werkelijkheid niet meer beschrijven, maar door het te hoge abstractieniveau zonder betekenis raken. Merton stelde daarom voor om afzonderlijke sociaal verschijnselen te bestuderen tot het moment dat uit de theorieën van middelbare reikwijdte universele wetten geformuleerd konden worden zoals in de natuurwetenschappen.